# ロウの聖母
ロウの聖母(ロウのせいぼ：フランス語：Notre-Dame du Laus)は、1664年から1718年にかけて発生したフランスの若い羊飼いだったブノワット・ランキュレルへの聖母の出現をいう。これらの御出現は2008年5月5日に教皇庁に承認され、ベネディクト16世に2009年4月3日、崇敬を承認された。

## 背景
南フランスのアルプス山脈の麓にあるドーフィネのギャップの南東にロウの谷が位置する。1666年、村落は20の家庭がほとんど小屋で、集まった状態で保持されていた。住民たちは「聖母の受胎告知」に捧げる教会を建てた。

## 聖母の出現

### 目撃者・ブノワット・ランキュレル
ブノワット・ランキュレルは1647年9月16日にサンテティエンヌ・ダヴァンソン（Saint-Étienne d'Avançon、現在のサン＝テティエンヌ＝ル＝ロウ）の3人兄弟の2番目として生まれた。ブノワットが7歳の時に父親を失ったため、一家は経済的に貧窮していた。子供たちは生活のために働きに行かねばならず、ブノワットも羊飼いとして雇われた。信心深い一家の一員である母親が教育の一環として祈りを教えており、ブノワットは教会でミサに参加していた。ブノワットは日曜のミサ説教の中で聖母について知り、深い関心を持った。
ブノワットが12歳の時に一家の経済状態はさらに悪化し、ブノワットは羊飼いとしての働き先を一つ増やした。

### 聖モーリスの出現
1664年5月ブノワットが17歳の時、羊飼いとして働きながらロザリオの祈りを唱えていると、3世紀の巡礼者である聖モーリスの出現を受けた。聖モーリスはサンテティエンヌの上にあるキリヌの谷で聖母に会えることをブノワットに伝えた。

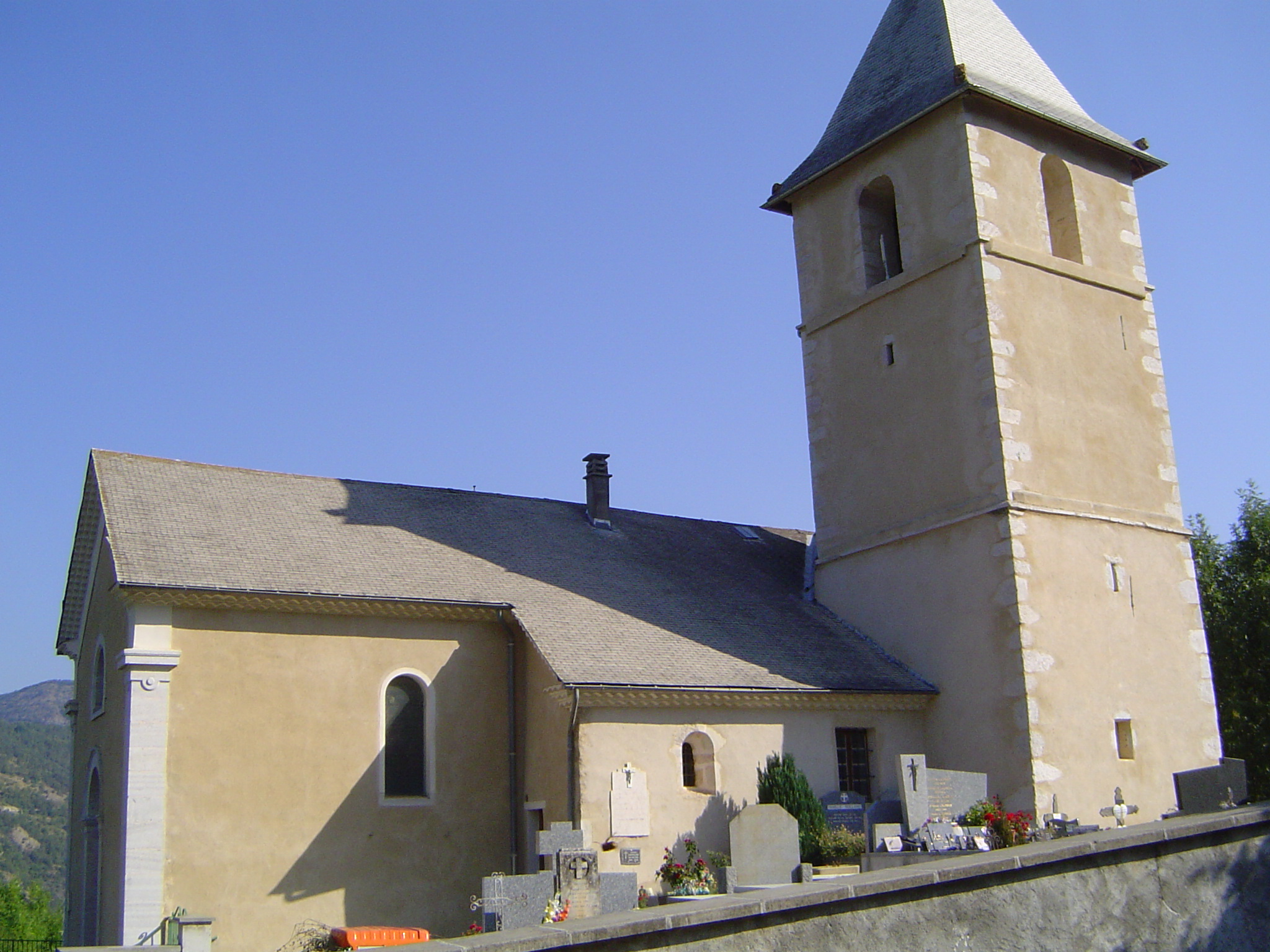
サンコンティエンヌ・ル・ロウの教会

### 聖母の出現
同年5月16日にブノワットが羊を連れてキリヌの谷に向かったところ、聖母子に対面した。ブノワットは後にマリアが名乗るまで二人が聖母子だと気づかなかった。
2ヵ月後に聖母はブノワットに話しかけ始め、ブノワットに「聖母マリアの連祷(ロレトの連祷)」などを教えた。ブノワットはその祈りをサン＝テティエンヌ＝ル＝ロウの少女たちに教え、毎晩、教会で少女たちと共に唱えた。
8月29日、婦人は自分が聖母マリアであることを告げ、ブノワットの使命として罪人を改心させるように働きかけることと、そのために神はブノワットに人の心を読み取る能力を授けたと伝えた。
聖母はブノワットにロウでいい香りのする場所にて聖母を探すように伝え、ブノワットはそれに従った。ブノワットはロウで「ボン・ランコントルの聖母(Notre Dame de Bon Rencontre)」に捧げられた古い聖堂を見つけた。聖堂は荒れ果てていたため、聖母はそれを建て直すことと罪人の改心の場となるよう願った。また聖母はブノワットに聖櫃から出る油は虚弱な者が自分の取り成しを信じた上で塗油を受けるならば、奇蹟を起こすとも教えた。

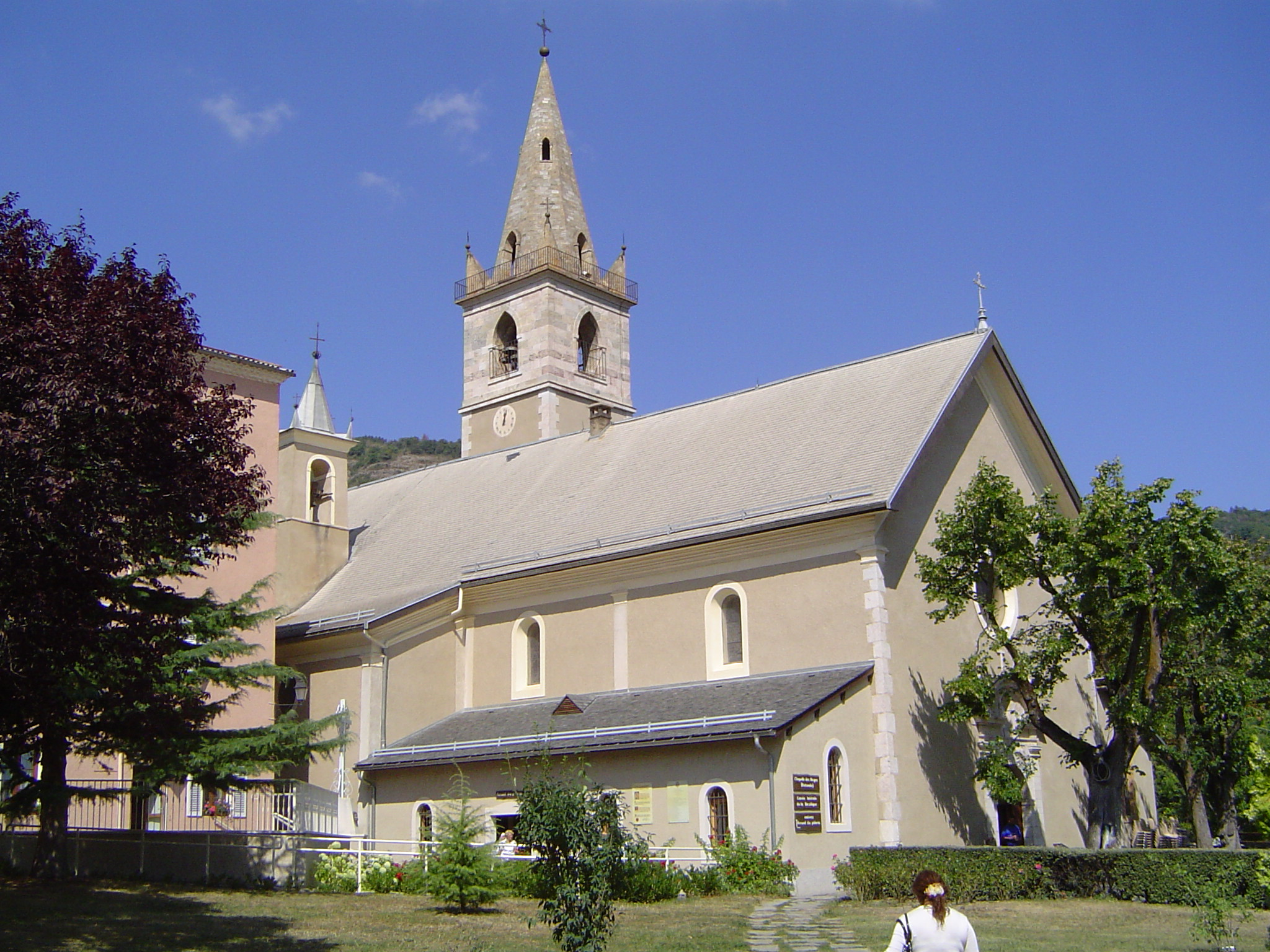
ロウの聖母バジリカ

## メッセージ
ロウの聖母は罪人に償いをするよう求め、イエス・キリストが罪人を回心させることができるよう、聖体拝領の聖堂が建てられ、司祭たちが罪人に秘跡を与えることができるよう、司祭の家が建てられるよう望んだ。
ブノワットに与えられたメッセージの中心は、自分自身と他の人々で神と完全な和解をもたらす魂の会話である。

## 公認
2008年、ギャップ(Gap)の司教であるジャン・ミッシェル・ド・ファルコ・レアンドリは、「ロウの聖母」と「罪人の避難場所」を公認した。
2009年　教皇ベネディクト16世が崇敬を認めた。